# روژینا
روژینا (به صربی: Rožina) یک منطقهٔ مسکونی در صربستان است که در مروشینا واقع شده‌است.